# Cozmești (Iași)
Cozmești è un comune della Romania di 2 992 abitanti, ubicato nel distretto di Iași, nella regione storica della Moldavia.
Il comune è formato dall'unione di 3 villaggi: Cozmești, Podolenii de Jos, Podolenii de Sus.